# 전시공수계약불이행·방해죄
전시공수계약불이행·방해죄(戰時公需契約不履行·妨害罪)는 전쟁·천재 기타 사변에 있어서 국가 또는 공공단체와 체결한 식량 기타 생활필수품의 수급계약을 정당한 이유 없이 이행하지 아니하거나 또는 계약이행을 방해하는 죄이다(대한민국 형법 117조).